# شط ملغيغ
شط ملغيغ هو بحيرة مياه مالحة موسمية تتجمع وسط حوض طبيعي مغلق (بالإنجليزية: Endorheic) في شمال شرق الجزائر وهو يمثل الجزء الغربي من سلسلة منخفضات تمتد من خليج قابس إلى وسط الصحراء الجزائرية والتي نشأت بين العصرين الميوسيني والبليستوسيني الحديث نتيجة للضغط المصاحب لتشكل جبال الأطلس. مع مساحة قصوى تبلغ حوالي 6700 كم² فإن «شط ملغيغ» يعتبر «أكبر بحيرة» في الجزائر.

## التسمية
شط ملغيغ، هو تحريف لاسم شط ملغيغ، وهو مؤلف من كلمتين: شط وملغيغ. تشير كلمة شط (من الكلمة العربية شط الشط، "الشاطئ")، في شمال أفريقيا، إلى مسطح من المياه المالحة الدائمة، مع شواطئ متغيرة، وتقع في المناطق شبه القاحلة. يلعب ميلغيغ دور الحاسم. وملغيغ هي كلمة أمازيغية وتعني اليافوخ، على الأغلب لأن الشط يقع في منخفض.
وقد ذكرها بطليموس في العصور القديمة باسم بحيرة السلحفاة.

## جغرافيا الشط

### الموقع الجغرافي
يقع حوض ملغيغ شمال شرق الجزائر في منطقة السهوب الجافة تحده شمالا جبال الأطلس الصحراوي النمامشة الأوراس وأولاد نايل وشرقا شط الجريد في تونس والعرق الشرقي الكبير في الجنوب الشرقي وجنوبا شط مروان وغربا مرتفعات وادي مزاب بين دائرتي عرض 28°و 35° شمالا وبين خطي طول4° و 8° شرقا.

## جيومورفولوجيا الشط

### التاريخ الجيولوجي لتكون الشط
يرتبط تشكل شط ملغيغ بالتاريخ الجيولوجي للهضاب العليا في شمال الجزائر تتميز تلك الفترة بتكون قيعان رسوبية ناتجة عن المد البحري خلال العصرين الثاني والثالث، ثم عرفت خلال الفترة الضُحَوِيّة حركة تكون للجبال في غاية النشاط بالتزامن مع نشوء الطيّات الألبية مما أدى لبروز الأطلس الصحراوي. وفي نهاية العصر الثالث أدّت عملية التآكل إلى ملء المنخفضات بالترسبات القارية على امتداد الصحراء لتعرف بداية العصر الرباعي إعادة التصميم الجيولوجي للمكان من خلال التأثير المشترك للحركات التكتونية (رفع، هبوط، الطي) من جهة والمناخ (التعرية، والترسيب) من جهة أخرى نتج عنها تشكل قشرة من الحجر الجيري المقاومة للتآكل قليلة النفوذية والتي تشكل الطبقة الأساسية الحاجزة للمياه في الشط.

## مناخ حوض ملغيغ

### الحياة الحيوانية
بط أبو فروة، قطقاط اسكندراني، أبو المغازل، نكات العالم القديم، نحام وردي،

### الحياة النباتية
سويداء حقيقية، رغل ملحي، القطف قيصوب جنوبي.